# Каролайн Чери
Каролайн Джанис Чери (на английски: Carolyn Janice Cherry) е американска писателка на научна фантастика. Почти всички нейни произведения са издадени със съкратеното име К. Дж. Чери (на английски: C. J. Cherryh).

## Биография и творчество
Родена е в Сент Луис. През 1964 г. получава бакалавърска степен от Университета на щата Оклахома. През следващите 11 години преподава в обществено училище на Оклахома Сити.
Нейното първо публикувано произведени е разказът „Четящият мисли“, който излиза през 1968 г. на страниците на списание Astounding Science Fiction. Професионално с литература се занимава след 1976 г. Нейната първа самостоятелна книга Gate of Ivrel излиза през 1976 г. През следващата година е наградена с премията на Джон Кемпбъл за най-многообещаващ млад писател.
През своята писателска кариера Каролайн Чери е написала голям брой фантастични романи и около 10 романа в жанр фентъзи. Тя е автор и на няколко „твърди“ научнофантастични романа. Много е популярна сред почитателите на „чистата“ научна фантастика.
Каролайн Чери е трикратна носителка на награда Хюго – за най-добър разказ „Касандра“ през 1979 г., както и за романите „Светът на Пел“ (1982) и „Сайтин“ (1989).